# Mátyás kútja
La Mátyás kútja es un grupo de fuentes monumentales en la explanada oeste del castillo de Buda, en Budapest la capital de Hungría. Es una obra maestra neobarroca de Alajos Stróbl se trata de uno de los hitos más frecuentemente fotografiados en la capital húngara. A veces se llama la "Fuente Trevi de Budapest".
La fuente fue erigida por los escultores Alajos Stróbl y Alajos Hauszmann, maestros de obras de la reconstrucción del Palacio Real. Después de que el esquema de composición fue aprobado por el rey Francisco José, Stróbl comenzó a trabajar en 1899. La fuente fue inaugurada en presencia del rey en 1904.